# Jonathan Vaughters
Jonathan Vaughters, né le 10 juin 1973 à Boulder (Colorado), est un coureur cycliste et dirigeant d'équipe cycliste américain. Coureur professionnel entre 1994 et 2002, il a couru au sein des équipes professionnelles US Postal Service et Crédit agricole. Il a notamment remporté la Route du Sud en 1999. Il dirige actuellement l'équipe cycliste EF Education First.

## Biographie

### Enfance et jeunesse
Jonathan Vaughters naît le 10 juin 1973 à Boulder, dans le Colorado. Son père est avocat et sa mère orthophoniste.
Passionné par les stratégies de course, il s'initie au karting, puis au cyclisme. Doué et doté d'un physique de grimpeur, il ne tarde pas à se faire remarquer. En 1993, il est deuxième du Tour du Venezuela, auquel il participe avec l'équipe amateur américaine. Il est recruté pour la saison suivante par l'équipe professionnelle Porcelana Santa Clara, dirigée par José Luis Nunes, catholique membre de l'Opus Dei. Malgré les craintes de ses parents, il part sur le continent européen afin d'y commencer sa carrière professionnelle.

### Carrière de coureur cycliste
Jonathan Vaughters court avec l'équipe Porcelana Santa Clara durant trois ans, de 1994 à 1996. Avec cette équipe, qu'il décrit comme « la plus mauvaise » de toutes, il participe notamment au Tour d'Espagne. Il gagne le Tour of the Gila, au Nouveau-Mexique.
Alors que l'équipe Porcelana Santa Clara périclite, Vaughters rejoint en 1997 l'équipe Comptel Data System. Sur des courses qu'il décrit comme étant « mille fois plus faciles » qu'en Europe, il signe de nouvelles victoires. Il gagne le classement de l'USA Cycling National Racing Calendar, le championnat des États-Unis du contre-la-montre, le Tour de Beauce.
Vaughters est recruté en 1998 par l'équipe US Postal Service, la meilleure équipe américaine à l'époque. Il gagne la Redlands Classic et participe à son premier grand tour, le Tour d'Espagne, aux côtés de Lance Armstrong. Celui-ci revient à la compétition en 1998 après avoir guéri d'un cancer, et prend la quatrième place de l'épreuve.
En 1999, Vaughters obtient à 25 ans les meilleurs résultats de sa carrière. Il remporte en juin l'étape contre-la-montre du Critérium du Dauphiné libéré, et prend la deuxième place du classement général final derrière Alexandre Vinokourov, après avoir perdu la première place lors de la dernière étape de montagne. Quelques jours plus tard, il remporte la Route du Sud, course de préparation au Tour de France, avec l'aide d'Armstrong. Il est sélectionné pour être l'un des coéquipiers d'Armstrong lors du Tour de France, le premier des sept que ce dernier remporte. Vaughters doit cependant abandonner dès la deuxième étape, à la suite d'une chute sur le passage du Gois.
En 2000, Jonathan Vaughters rejoint l'équipe française Crédit agricole. En début de saison, il est troisième du Tour méditerranéen, sixième de Paris-Nice et du Critérium international. En juin, il est cinquième du Critérium du Dauphiné libéré, après s'être classé quatrième de l'étape du mont Ventoux. En juillet, il participe au Tour de France et abandonne lors de la dixième étape à la suite d'une chute dans la descente du col de Marie-Blanque. En 2001, il remporte le contre-la-montre du Dauphiné libéré, et le Duo normand avec son coéquipier Jens Voigt. Durant le Tour de France, il gagne le contre-la-montre par équipes avec le Crédit agricole. Il est de nouveau contraint à l'abandon. Souffrant d'une piqure de guêpe au-dessus de l'œil droit lors de la 14e étape, il se voit refuser par l'Union cycliste internationale une autorisation d'appliquer un traitement contenant de la cortisone. Il prend le départ de l'étape le lendemain et abandonne après une vingtaine de kilomètres. En 2002, il participe à son quatrième et dernier Tour de France en tant que coureur, sans parvenir non plus à l'issue de la course. Il abandonne lors de la onzième étape après avoir chuté dans la descente du col d'Aubisque. À la suite de cet abandon, il demande et obtient la rupture du contrat le liant à l'équipe Crédit agricole jusqu'à la fin de l'année 2003.
Jonathan Vaughters retourne aux États-Unis, souhaitant retrouver sa famille et las des compétitions européennes. Il participe à des courses du calendrier national américain, comme la Saturn Cycling Classic, dont il est le tenant du titre.
Il est engagé par l'équipe américaine Prime Alliance en 2003. Il met fin à sa carrière de coureur cycliste professionnel à la fin de l'année.

### Le dirigeant d'équipe cycliste

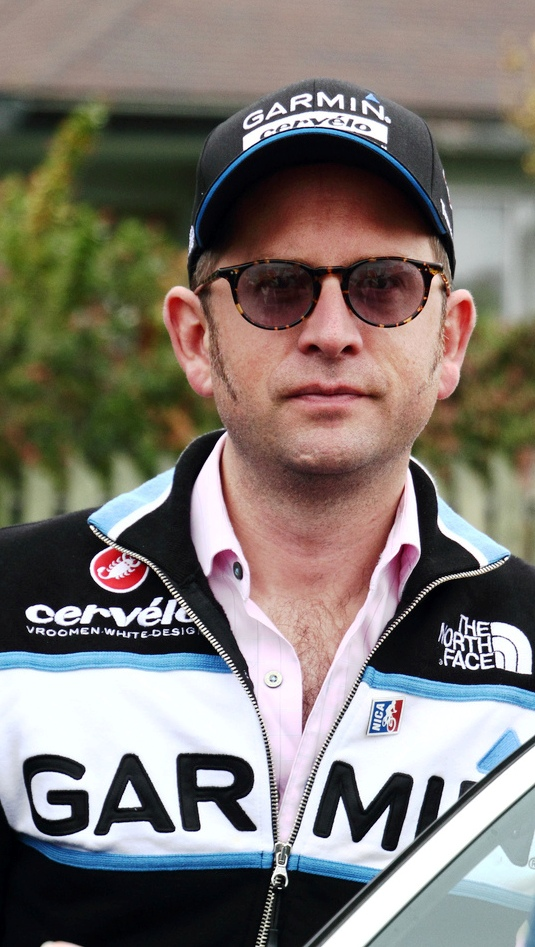
Jonathan Vaughters au Tour de Californie 2011

Alors qu'il effectue sa dernière année en tant que coureur professionnel au sein de l'équipe Prime Alliance, Jonathan Vaughters lance en 2003 l'équipe juniors et espoirs 5280/Subaru. Elle est basée dans le Colorado et est portée par la même structure que l'équipe Prime Alliance. Le recrutement des coureurs est effectué par Vaughters et le directeur de Prime Alliance Roy Knickman. Les coureurs sont dirigés et entraînés par Colby Pearce. En 2004, Vaughters prend la direction effective de l'équipe. Il finance en partie l'équipe par les transactions immobilières qu'il réalise. En 2005, l'équipe 5280 est scindée entre une équipe junior et l'équipe continentale TIAA-CREF.
Au début de l'année 2005, Jonathan Vaughters rencontre Doug Ellis lors de la soirée de lancement de la saison de l'équipe. Ingénieur en informatique spécialisé dans les logiciels de gestion financière, Ellis est fan de cyclisme depuis les succès de Greg LeMond durant les années 1980. Il souhaite permettre à des cyclistes américains d'évoluer vers le haut niveau mondial et faire accéder l'équipe au statut ProTour en 2009. À partir de 2006, l'équipe devient la propriété de la société de management sportif Slipstream Sports, présidée par Doug Ellis. Les fonds apportés par celui-ci permettent à l'équipe de fonctionner en l'absence de sponsor-titre en 2007.
Sous la direction de Jonathan Vaughters, l'équipe TIAA-CREF change plusieurs fois de nom et devient une équipe continentale professionnelle en 2007, puis une équipe ProTour en 2009. Elle participe pour la première fois au Tour de France et au Tour d'Italie en 2008.
En février 2009, Jonathan Vaughters est élu président de l'Association internationale des groupes cyclistes professionnels (AIGCP).
Vaughters déclare en août 2012 s'être dopé durant sa carrière de coureur. Il fait le lien entre sa prise de produits dopants à cette époque et son choix ultérieur de développer une équipe ayant comme volonté principale de gagner en ayant des coureurs « propres »,. Ces révélations surviennent alors qu'il a récemment été appelé à témoigner dans l'affaire USADA contre Lance Armstrong, ayant été coéquipier du septuple champion du Tour chez US Postal en 1998 et 1999.
En juillet 2013, dans une interview accordée au journal L'Équipe, il stigmatise la ligne de conduite de l'UCI et de son président Patrick McQuaid sur la question du dopage, son refus de la transparence et son absence de dialogue avec des organismes comme l'AMA et l'USADA. Il appelle de ses vœux à un changement à la tête de la fédération internationale.  

## Palmarès
| - 1990 - 2e de la Nevada City Classic juniors - 1993 - 2e du Tour du Venezuela - 1995 - Tour of the Gila : - Classement général - 1re étape - 2e du Mike Nields Memorial - 2e de l'Iron Horse Classic - 2e du Mount Evans Hill Climb - 1997 - Champion des États-Unis du contre-la-montre - USA Cycling National Racing Calendar - Bob Cook Memorial - 2e étape de la Redlands Classic (contre-la-montre) - 89er Stage Race - Tour de Beauce : - Classement général - 3e et 4e étapes - Classement général de la Cascade Classic - 3e du championnat des États-Unis sur route - 1998 - 1re étape de la Valley of the Sun Stage Race (contre-la-montre) - Redlands Classic : - Classement général - 2e (contre-la-montre) et 3e étapes - 7e du championnat du monde du contre-la-montre | - 1999 - Bob Cook Memorial - 4e étape de la Redlands Classic - 3e étape du Critérium du Dauphiné libéré (contre-la-montre) - Classement général de la Route du Sud - Coors Classic : - Classement général - 2e et 3e étapes - 2e du Critérium du Dauphiné libéré - 2000 - 3e du Tour méditerranéen - 5e du Critérium du Dauphiné libéré - 2001 - 5e étape du Tour de France (contre-la-montre par équipes) - 4e étape du Critérium du Dauphiné libéré - 2e étape de la Platte Bridge Station Race - Duo normand (avec Jens Voigt) - Saturn Cycling Classic - 2003 - 2e étape de la Solano Bicycle Classic - Bob Cook Memorial - 2e de la Solano Bicycle Classic - 2e de la Cascade Classic - 3e de la Pomona Valley Stage Race |  |

## Résultats sur les grands tours

### Tour de France
4 participations
- 1999 : abandon (2e étape)
- 2000 : abandon (10e étape)
- 2001 : abandon (15e étape)
- 2002 : abandon (11e étape)

### Tour d'Espagne
2 participations
- 1996 : abandon
- 1998 : 107e